# Hinrich Schuldt
Hinrich Schuldt (ur. 14 stycznia 1901 w Blankenese, zm. 15 marca 1944) – niemiecki generał Waffen-SS.

## Życiorys
Urodził się w Blankenese (obecnie dzielnica Hamburga) w 1901 roku. W 1922 r. wstąpił do wojska, gdzie w 1926 r. otrzymał rangę podporucznika.
W 1933 jako członek SA wstąpił do Schutzstaffeln (SS), w służbie której awansował do rangi Hauptsturmführera.
W czasie II wojny światowej walczył m.in. w Polsce, a także na froncie wschodnim, gdzie otrzymał liczne odznaczenia, w tym m.in. Krzyż Rycerski z Liśćmi Dębu i Mieczami (miecze na krzyżu dodane pośmiertnie). Awansował aż do stopnia Oberführera.
Hinrich Schuldt zmarł w czasie bitwy w okolicach Newela w marcu 1944 roku, w wyniku ostrzału artylerii przeciwpancernej. Miał 43 lata. Pośmiertnie został awansowany do rangi Brigadeführera.